# Sagiri
Le Sagiri (狭霧) était un destroyer de classe Fubuki en service dans la Marine impériale japonaise pendant la Seconde Guerre mondiale.

## Historique
À sa mise en service, il rejoint la 20e division de destroyers de la 2e flotte. Durant la deuxième guerre sino-japonaise, il couvre le débarquement des forces japonaises lors de la bataille de Shanghai et à Hangzhou. À partir de 1940, il patrouille et couvre les débarquements des forces japonaises dans le sud de la Chine.
Au moment de l'attaque de Pearl Harbor, le Sagiri est affecté à la 20e division (3e escadron de destroyers) de la 1re flotte, où il est déployé depuis le district naval de Kure.
À partir du 17 décembre, le Sagiri couvre les débarquements japonais à Miri et à Kuching (royaume de Sarawak). Le 24 décembre 1941, à environ 35 milles marins (65 km) au large de Kuching, le Sagiri est torpillé et coulé par le sous-marin hollandais HNLMS K XVI à la position 1° 34′ N, 110° 21′ E, emportant 121 hommes d'équipage. Quelque 120 survivants sont sauvés par son navire jumeau, le destroyer Shirakumo.
Le destroyer est rayé des listes de la marine le 15 janvier 1942.

## Galerie

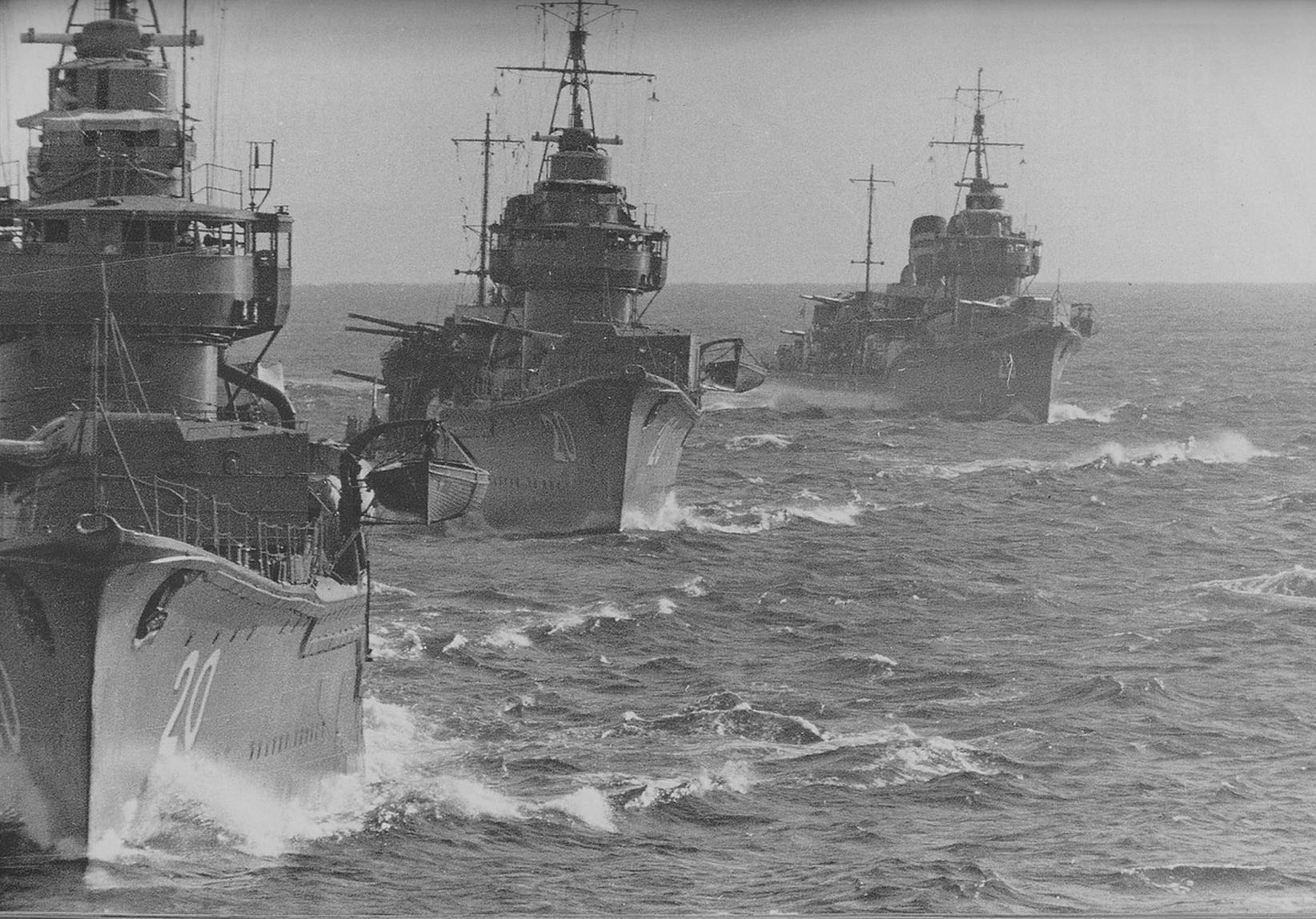
La 20e division en formation le 16 octobre 1941: dans l'ordre le Sagiri, l'Amagiri et l'Asagiri.
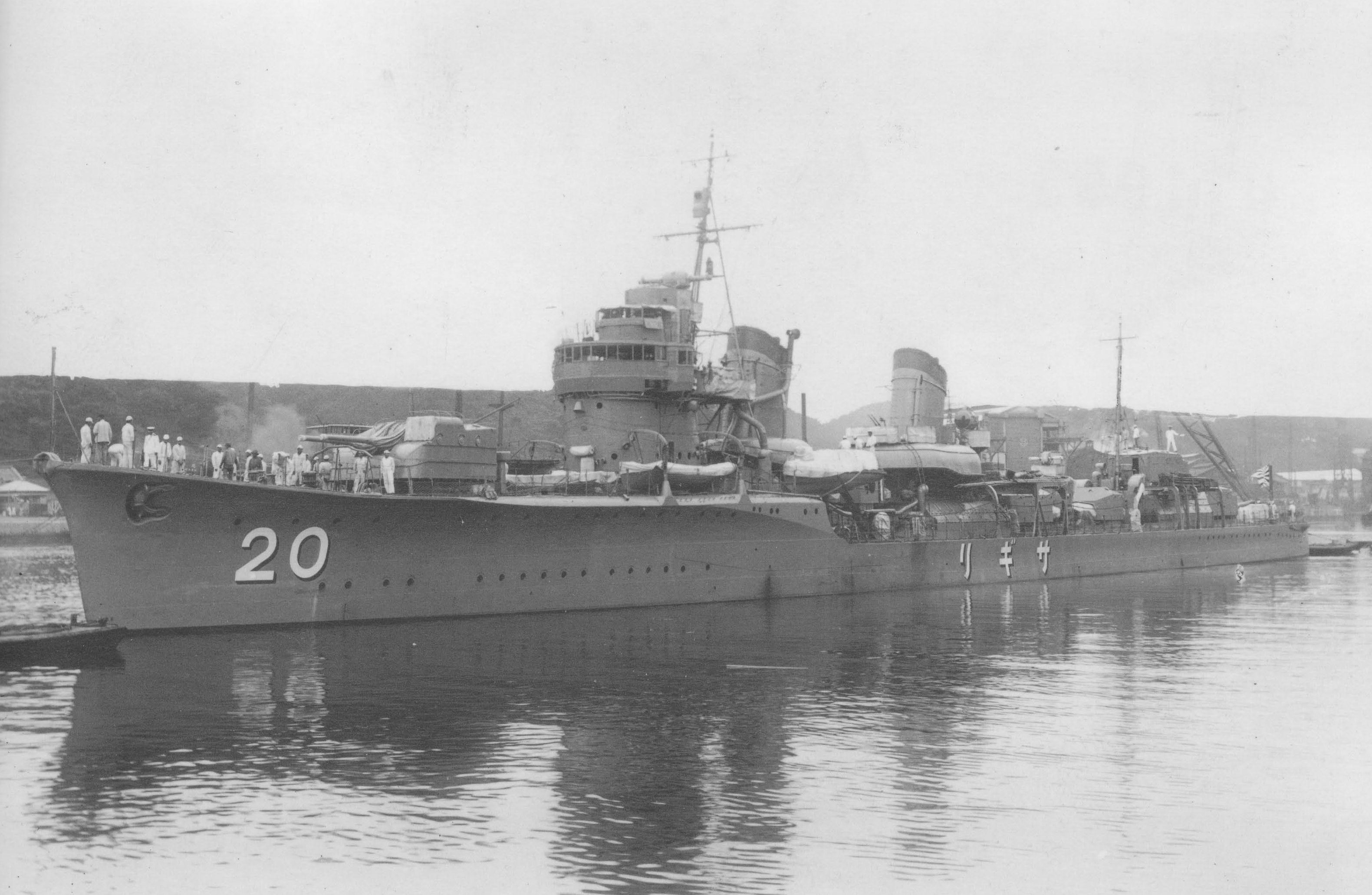
Le Sagiri en 1940.
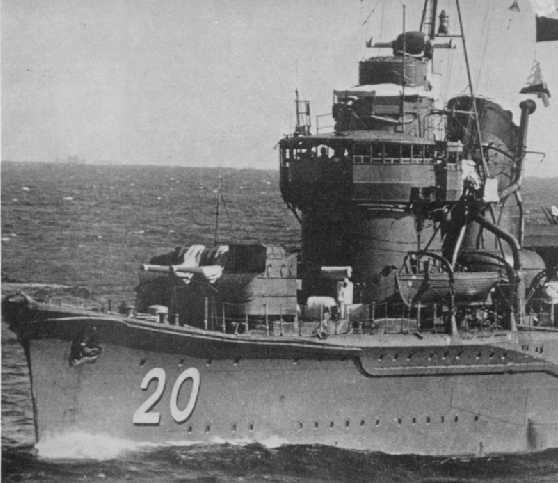
Vue de face.
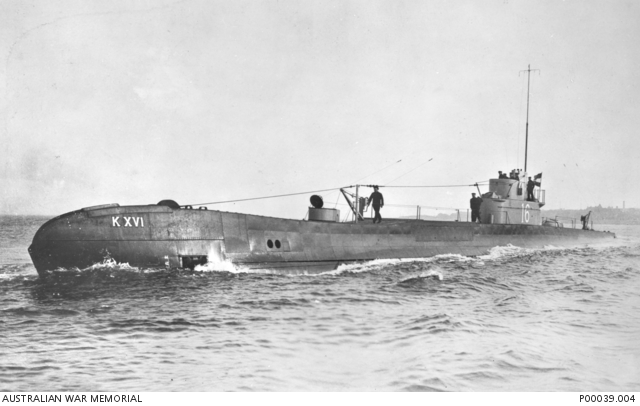
Sous-marin ayant coulé le Sagiri.